# Rockbird
Rockbird es el segundo álbum de estudio de la cantante estadounidense Debbie Harry, publicado el 15 de noviembre de 1986 por Geffen Records en los Estados Unidos y por Chrysalis Records en el Reino Unido. En su carrera solista marca un distanciamiento de su trabajo anterior para un sonido más contemporáneo, comercial y cercano al trabajo de Blondie.

## Producción
Entre la disolución de Blondie en 1982 y el lanzamiento de Rockbird en 1986 Harry no produjo ningún álbum pero participó de películas como Videodrome (D. Cronenberg, 1983) y las bandas de sonido de Scarface y Krush Groove, que tuvieron un éxito moderado. Además, estuvo un tiempo retirada de la vida pública para abocarse al cuidado de su entonces pareja, Chris Stein, que había sido diagnosticado de una enfermedad autoinmune rara.
Según cuenta Harry en sus memorias, en 1985 no tenía contrato discográfico ni apoyo para volver a grabar. Cuenta que Andrew Crispo (un marchand) la contactó con Stanley Arkin, "un abogado criminalista de cuello blanco inteligente que amaba a las damas" que al escuchar su historia se comprometió a meterse en el negocio de la música y ser su manager y al poco tiempo le consiguió un contrato con Geffen.
La grabación comenzó el 28 de enero de 1986. Stein, de quien se había separado recientemente, participó con algunas composiciones y el productor a cargo fue Seth Justman. Contaron con una veintena de músicos, seis coristas y una sección de vientos. Harry declara que "Geffen no me había pagado para hacer otro disco experimental, sino uno que se pudiera vender" y que el acuerdo con Justman era producir "un sonido que fuera comercial, personal mío y que a la vez estuviera relacionado a la música de los ochentas, con sus cajas de ritmos y sintetizadores brillantes". Para la portada Harry convocó a Andy Warhol y a Stephen Sprouse. En las imágenes utiliza un vestido de camuflaje contra un fondo con el mismo patrón, pintado por Warhol. El texto está escrito a mano en mayúsculas por Sprouse. Se realizaron cuatro versiones de la portada, que variaban en el color fluo del texto: rosa, verde, amarillo y naranja. Sprouse también diseñó una colección de prendas para Harry utilizando patrones de camuflaje con colores anti-camuflaje, que marcaron su estética por esos años.

## Desempeño crítico y comercial
La recepción crítica fue positiva. Robert Christgau señaló que su voz estaba mejor que nunca antes y que las canciones eran mucho más vibrantes y relajadas que las de los últimos dos álbumes de Blondie y KooKoo. Para William Ruhlman Rockbird es "un regreso al estilo de rock trash y popero de los comienzos de Blondie".
Rockbird tuvo un éxito comercial moderado, llegando a las posiciones N° 18 en Australia, N° 31 en Reino Unido (donde vendió más de 100 mil copias y fue Disco de Oro) y N° 97 en Estados Unidos. En Australia llegó al N° 18, en Nueva Zelanda al N° 22 y en Suecia al N° 30. Para promocionarlo se editaron tres singles. "French Kissin' (in the USA)" fue un gran éxito en Reino Unido (N° 8), Australia (N° 4 y N° 29 en el resumen anual) y Nueva Zelanda (N° 2 y N° 34 en el resumen anual) y uno moderado en Estados Unidos (N° 57). Fue acompañado de algunos remixes y una versión en francés. La power-ballad "Free to Fall" solo llegó al N° 57 en Reino Unido. "In Love With Love" fue un gran éxito en las listas dance de Estados Unidos, siendo el primer y único single de Harry solista que llegó al N° 1 (N° 15 en el conteo anual) y N° 70 en el Hot 100. En Reino Unido también fue un éxito moderado (N° 45). Los remixes fueron producidas por el trío de Stock Aitken Waterman, que en esos años comenzaron a realizar exitosas producciones para Bananarama, Kylie Minogue y Rick Astley.
Harry realizó una gira de entrevistas televisivas para apoyarlo, incluyendo una presentación en Saturday Night Live en la que cantó "French Kissin' (in the USA)" e "In Love with Love" y en varios episodios de Andy Warhol's Fifteen Minutes, donde ya había participado de su primera emisión. No hubo un tour de soporte. Al respecto, Harry dice en sus memorias que "no quería hacer una gira con Rockbird, por una mezcla de razones: no querer hacer recitales sin Chris, no querer dejarlo solo cuando él no estaba todavía del todo bien y no querer tocar con una banda de sesionistas. Pero realmente no sentía que hubiera en mí una loca necesidad para salir a la ruta".
La portada se volvió una imagen icónica de Harry y fue utilizada en algunas ediciones del libro 1001 discos que hay que escuchar antes de morir.

## Lista de canciones
| Rockbird (LP y cassette - Lado A) |                               |                        |          |  |
| N.º                               | Título                        | Escritor(es)           | Duración |  |
| 1.                                | «I Want You»                  | Deborah Harry, Toni C. | 4:28     |  |
| 2.                                | «French Kissin' (in the USA)» | Chuck Lorre            | 5:14     |  |
| 3.                                | «Buckle Up»                   | Harry, Seth Justman    | 3:46     |  |
| 4.                                | «In Love with Love»           | Harry, Chris Stein     | 4:34     |  |

| Rockbird (LP y cassette - Lado B) |                         |                     |          |  |
| N.º                               | Título                  | Escritor(es)        | Duración |  |
| 1.                                | «You Got Me in Trouble» | Harry, Justman      | 4:18     |  |
| 2.                                | «Free to Fall»          | Harry, Justman      | 5:31     |  |
| 3.                                | «Rockbird»              | Harry, Stein        | 3:09     |  |
| 4.                                | «Secret Life»           | Harry, Stein        | 3:46     |  |
| 5.                                | «Beyond the Limit»      | Harry, Nile Rodgers | 4:37     |  |

| Rockbird (CD y digital) |                               |                        |          |  |
| N.º                     | Título                        | Escritor(es)           | Duración |  |
| 1.                      | «I Want You»                  | Deborah Harry, Toni C. | 4:28     |  |
| 2.                      | «French Kissin' (in the USA)» | Chuck Lorre            | 5:14     |  |
| 3.                      | «Buckle Up»                   | Harry, Seth Justman    | 3:46     |  |
| 4.                      | «In Love with Love»           | Harry, Chris Stein     | 4:34     |  |
| 5.                      | «You Got Me in Trouble»       | Harry, Justman         | 4:18     |  |
| 6.                      | «Free to Fall»                | Harry, Justman         | 5:31     |  |
| 7.                      | «Rockbird»                    | Harry, Stein           | 3:46     |  |
| 8.                      | «Secret Life»                 | Harry, Stein           | 3:46     |  |
| 9.                      | «Beyond the Limit»            | Harry, Nile Rodgers    | 4:37     |  |